# Pedro Miguel de Argandoña
Pedro Miguel de Argandoña Pastene Salazar (Córdoba, 3 de junio de 1693 - Charcas, 11 de agosto de 1775) fue un sacerdote católico español, que fue obispo de Córdoba del Tucumán entre 1745 y 1762 y arzobispo de Charcas entre 1763 y 1775.

## Biografía
Nació en la ciudad de Córdoba, hijo de Tomás Félix de Argandoña Alicante, ex gobernador del Tucumán, y estudió en Santiago de Chile, donde se ordenó sacerdote. Ejerció su ministerio en varias sedes episcopales del Virreinato del Perú, llegando al cargo de canónigo magistral de la Catedral de Quito.
Fue nombrado obispo de Córdoba del Tucumán en marzo de 1745, y en camino a su destino fue consagrado en Trujillo en agosto del año siguiente. Ingresó a su diócesis desde Chile y Cuyo, de modo que su primera etapa de visita pastoral fue la ciudad de La Rioja. Desde allí se trasladó a la ciudad de Córdoba.
La ciudad estaba convulsionada por un reciente ataque de indígenas abipones, que había llegado muy cerca de la capital; por esa razón tardó varios meses en iniciar su visita a la extensa diócesis. Cuando finalmente la hizo, la completó rápidamente, pero visitando la totalidad de las ciudades y la mayoría de las villas y pueblos. Durante esta primera visita impartió más de 13 000 confirmaciones, lo que se explica por la larga vacante que le había precedido, de más de ocho años. Hizo otras dos visitas en 1752 —año en que celebró un sínodo diocesano— y 1760.
Tuvo un papel muy importante en la terminación de la Catedral, a la que completó, aunque sin las torres. También fundó el primer seminario diocesano, con la intención de evitar que todos los sacerdotes de su diócesis debieran educarse en el convictorio de los jesuitas. Fundó tres conventos en la ciudad de Catamarca, y durante su gestión, los franciscanos fundaron la Reducción de San Francisco de Asís de los Pampas de Río Cuarto, cerca de la actual ciudad de Río Cuarto. Reformó la vida monástica de su diócesis, en particular forzando a la vida en común de las monjas.
En 1762 fue trasladado a la arquidiócesis de Charcas, ocupando su cargo desde el 4 de febrero de 1763.
En 1765 urgió a la Corona a encarar una reforma profunda de la Iglesia en América, solicitando la reunión de un concilio provincial, que fue aprobado por el Rey dos años más tarde. El concilio se reunió desde 23 de agosto de 1771 hasta el 11 de julio de 1773. Una sesión complementaria del concilio se celebró en 1775, durante la cual falleció el arzobispo Argandoña. Por esa razón, su entierro fue presidido por los seis obispos de su arquidiócesis, un caso excepcional en la época colonial.